# Поріг експресії
Поріг експресії — це явище, в якому фенотипічний прояв мітохондріальних захворювань відбувається у системах органів, коли ступінь тяжкості мутації, відносне число мутантних мтДНК і залежність систем органів від окисного фосфорилювання поєднуються таким чином, що синтез АТФ у тканини падає нижче рівня, якого вони потребують. Фенотипічний прояв може спостерігатися навіть якщо відсоток мутантних мтДНК нижче 50%, у разі якщо мутація є досить серйозною.

## Принагідно
- Міоклонус-епілепсія MERRF: причини, діагностика, лікування